# Клајд (Северна Каролина)
Клајд (енгл. Clyde) град је у америчкој савезној држави Северна Каролина.

## Демографија
По попису из 2010. године број становника је 1.223, што је 101 (-7,6%) становника мање него 2000. године.
| Група             | 2000.         | 2010.         |
| Белци             | 1.245 (94,0%) | 1.140 (93,2%) |
| Афроамериканци    | 33 (2,5%)     | 24 (2,0%)     |
| Азијати           | 0 (0,0%)      | 5 (0,4%)      |
| Хиспаноамериканци | 25 (1,9%)     | 37 (3,0%)     |
| Укупно            | 1.324         | 1.223         |